# Conus gloriamaris
Conus gloriamaris (nomeada, em inglês, Glory of the Sea Cone; na tradução para o português, "Conus glória do mar") é uma espécie de molusco gastrópode marinho predador do gênero Conus, pertencente à família Conidae. Foi classificada por Johann Hieronymus Chemnitz em 1777. É nativa do oeste do oceano Pacífico e já esteve entre as mais famosas, raras e cobiçadas conchas do mundo, com poucos espécimes avistados, e colecionados, nos séculos XVIII e XIX.

## Descrição da concha
Esta concha tem um elegante e alongado corpo cônico, com no máximo 16.2 centímetros, com espiral moderadamente alta e arredondada em sua porção mais larga; e com sua volta final excedendo duas vezes o tamanho da espiral. Sua coloração é de um marrom oliváceo sobre o branco, com três faixas amplas e escurecidas, muitas vezes mal definidas, apresentando-se sob minúsculas marcações, mais ou menos triangulares ou losangulares, por toda a superfície, e linhas em zigue-zague, mais escuras. Alguns exemplares podem se apresentar mais pálidos ou amarelados. Abertura dotada de lábio externo fino e interior branco, se alargando levemente em direção à base (onde fica seu canal sifonal). Seu opérculo é diminuto, comparado com a extensão de sua abertura.

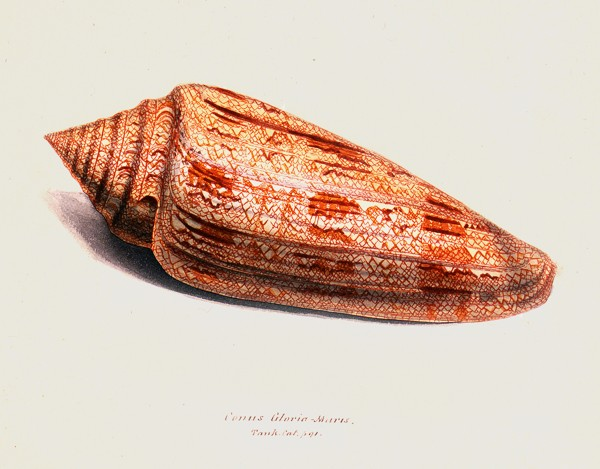
Detalhe da ilustração de C. gloriamaris, por William John Swainson.

## Holótipo e descrição original
Conus gloriamaris é a única concha que leva o nome do clérigo dinamarquês Johann Hieronymus Chemnitz; pois Chemnitz não havia usado a nomenclatura binominal em sua obra Neues Systematisches Conchylien-Cabinet e, de fato, ela não teria sido anexada se ele não a tivesse descrito, desta maneira, em uma publicação separada: Von einer ausserordentlich seltenen Art walzenförmiger Tuten oder Kegelschnekken, welche den Namen Gloria maris führt. Beschäftigungen der Berlinischen Gesellschaft Naturforschender Freunde. Ela pertencia a um gabinete de curiosidades holandês, de um homem chamado Schluyter, e é mencionada em um catálogo de vendas de 1757 (sua primeira aparição em leilão), onde fora listada como Gloria maris ("glória do mar"); adquirida pelo conde Adam Gottlob Moltke que, vinte anos depois, a emprestara a Chemnitz juntamente com uma gravura do artista e naturalista Franz Michael Regenfuss. Posteriormente depositada no Museu Zoológico da Universidade de Copenhague, essa concha, bastante modesta (9.2 centímetros) e danificada, foi o holótipo da espécie.

## Habitat, distribuição geográfica e raridade
Esta espécie é encontrada espalhada no Pacífico ocidental, ocorrendo das Filipinas até Samoa, incluindo Sabá, o leste (Kalimantan, Celebes, pequenas ilhas da Sonda) e oeste (ilhas Molucas, Papua) da Indonésia, Papua-Nova Guiné, ilhas Salomão e Fiji, a profundidades de cerca de 5 a 300 m e em fundos arenosos e lodosos. É espécie carnívora, que se alimenta de outros moluscos.
Embora não seja considerada particularmente bela, em comparação com outros exemplares de seu gênero, Conus gloriamaris foi considerada, no passado, uma das mais raras e procuradas conchas do mundo; conhecida apenas por 20 a 24 espécimes durante os cem anos posteriores à sua descoberta e classificação, em 1777, durando tal raridade até o ano de 1957 e com preços de leilão bem acima dos mil dólares cada. Em 1856 se publicou que um colecionador fervoroso de espécies de Conus, Chris Hwass, da Dinamarca, havia comprado um gloriamaris no ano de 1792, apenas para destruí-lo, imediatamente, em um esforço para reduzir a população conhecida de espécimes e fazendo, assim, seu outro espécime mais valioso. Outro relato foi publicado em conexão com a descoberta de dois ou três espécimes perto de Bohol, nas Filipinas, por Hugh Cuming, em 1837; afirmando que um terremoto havia destruído o habitat desta espécie, provocando sua extinção. Em 1951, durante uma exibição do Museu Americano de História Natural, em Nova Iorque, um Conus gloriamaris fora roubado. Em 1964, 48 espécimes haviam sido descobertos na Nova Guiné e, em setembro de 1969, dois mergulhadores australianos recolheram de quase 100 a mais de 120 espécimes na costa norte da ilha de Guadalcanal, rebaixando esta concha de rara para incomum e tornando-a bem mais acessível; atualmente  considerada uma espécie pouco preocupante pela União Internacional para a Conservação da Natureza.

## Conotoxinas
Mais de 100 sequências de conotoxinas foram identificadas nesta espécie, representando um recurso valioso para futuros esforços de descoberta de drogas.